# Буркан
Бурканът е стъклен съд с широко гърло, използван за съхраняване на компот и други хранителни продукти приготвени в домашни и промишлени условия.
Патентован е през 1858 година във Филаделфия. Използва се за консервиране на плодове, зеленчуци, месо, риба, ястия, млечни продукти и др., основно за съхранението на зимнина — различни видове компоти, мармалади и конфитюри, туршии и др., а понякога и на готови ястия, като бурканите обикновено се стерилизират след затварянето им. Затваря се с метална капачка (изготвена предимно от алуминиева ламарина), тип „Омния“ или винтова капачка тип „Twist off“. И двата типа имат мек пръстен от специален лак, който позволява плътно затваряне и създаване на вакуум при варене или автоклавиране. Срещат се варианти и с пластмасова капачка. През 1980-те години киселото мляко е подквасвано и продавано в прозрачни стъклени буркани с капачка от дебело алуминиево фолио.
Бурканите идват в няколко различни размера, от няколко милилитра до няколко литра.